# Новое Лушниково
Новое Лушниково — деревня в Кетовском районе Курганской области. Входит в состав Падеринского сельсовета.

## История
До 1917 года входила в состав Падеринской волости Курганского уезда Тобольской губернии. По данным на 1926 год состояла из 130 хозяйств. В административном отношении входила в состав Падеринского сельсовета Курганского района Курганского округа Уральской области.

## Население
| 1989 | 2002 | 2010 |
| ---- | ---- | ---- |
| 236  | ↗253 | ↗269 |

По данным переписи 1926 года в деревне проживало 607 человек (292 мужчины и 315 женщин), в том числе: русские составляли 100 % населения.